# Haplochernes warburgi
Haplochernes warburgi är en spindeldjursart som först beskrevs av Albert Tullgren 1905.  Haplochernes warburgi ingår i släktet Haplochernes och familjen blindklokrypare. Inga underarter finns listade i Catalogue of Life.